# パイプストーン郡
パイプストーン郡 (Pipestone County) はアメリカ合衆国ミネソタ州に位置する郡である。2000年現在、人口は9,895人である。ここの郡庁所在地はパイプストーンである。

## 地理
アメリカ合衆国統計局によると、この郡は総面積1,207 km2 (466 mi2) である。このうち1,207 km2 (466 mi2) が陸地で1 km2 (0 mi2) が水地域である。総面積の0.06%が水地域となっている。

### 隣接する郡
- リンカーン郡  (北)
- リオン郡  (北東)
- マレー郡  (東)
- ロック郡  (南)
- ミネハハ郡 (サウスダコタ州)  (南西)
- ムーディ郡 (サウスダコタ州)  (西)
- ブルッキングズ郡 (サウスダコタ州)  (北西)

## 人口動勢
2000年現在の国勢調査で、この郡は人口9,895人、4,069世帯、及び2,726家族が暮らしている。人口密度は8/km2 (21/mi2) である。4/km2 (10/mi2) の平均的な密度に4,434軒の住宅が建っている。この郡の人種的な構成は白人96.68%、アフリカン・アメリカン0.17%、先住民1.48%、アジア0.46%、太平洋諸島系0.02%、その他の人種0.26%、及び混血0.93%である。ここの人口の0.70%はヒスパニックまたはラテン系である。
この郡内の住民は25.80%が18歳未満の未成年、18歳以上24歳以下が6.80%、25歳以上44歳以下が24.60%、45歳以上64歳以下が21.40%、及び65歳以上が21.30%にわたっている。中央値年齢は40歳である。女性100人ごとに対して男性は92.80人である。18歳以上の女性100人ごとに対して男性は89.40人である。
この郡内の世帯ごとの平均的な収入は31,909米ドルであり、家族ごとの平均的な収入は40,133米ドルである。男性は27,642米ドルに対して女性は20,759米ドルの平均的な収入がある。この郡の一人当たりの収入 (per capita income) は16,450米ドルである。人口の9.50%及び家族の7.80%は貧困線以下である。全人口のうち18歳未満の11.20%及び65歳以上の11.10%は貧困線以下の生活を送っている。

## 都市及び町

### 都市
- Edgerton
- Hatfield
- ホーランド
- Ihlen
- ジャスパー †
- パイプストーン
- Ruthton
- Trosky
- ウッドストック

### 郡区
- Aetna Township
- Altona Township
- Burke Township
- Eden Township
- Elmer Township
- Fountain Prairie Township
- Grange Township
- Gray Township
- オズボーン郡区
- ロック郡区
- スウィート郡区
- Troy Township

† ジャスパーの一部はロック郡に広がっている。